# Александар Беґажев
Александар Беґажев (болг. Александър Бегажев); нар. 17 червня 1898, Благоєвград — пом. 7 лютого 1971, Варна — болгарський журналіст, один із лідерів інтелектуального життя міжвоєнної Болгарії. Належав до кола письменника Чудомира, скульптора Кирила Шиварова, оперної співачки Мімі Балканської, художника Константина Штаркелова, карикатуриста Райко Алексієва, політичного аналітика Данаїла Крапчева, колекціонера Інокентія Софійського, царя Болгарії Бориса ІІІ.
Жертва російського окупаційного терору.

## Біографія

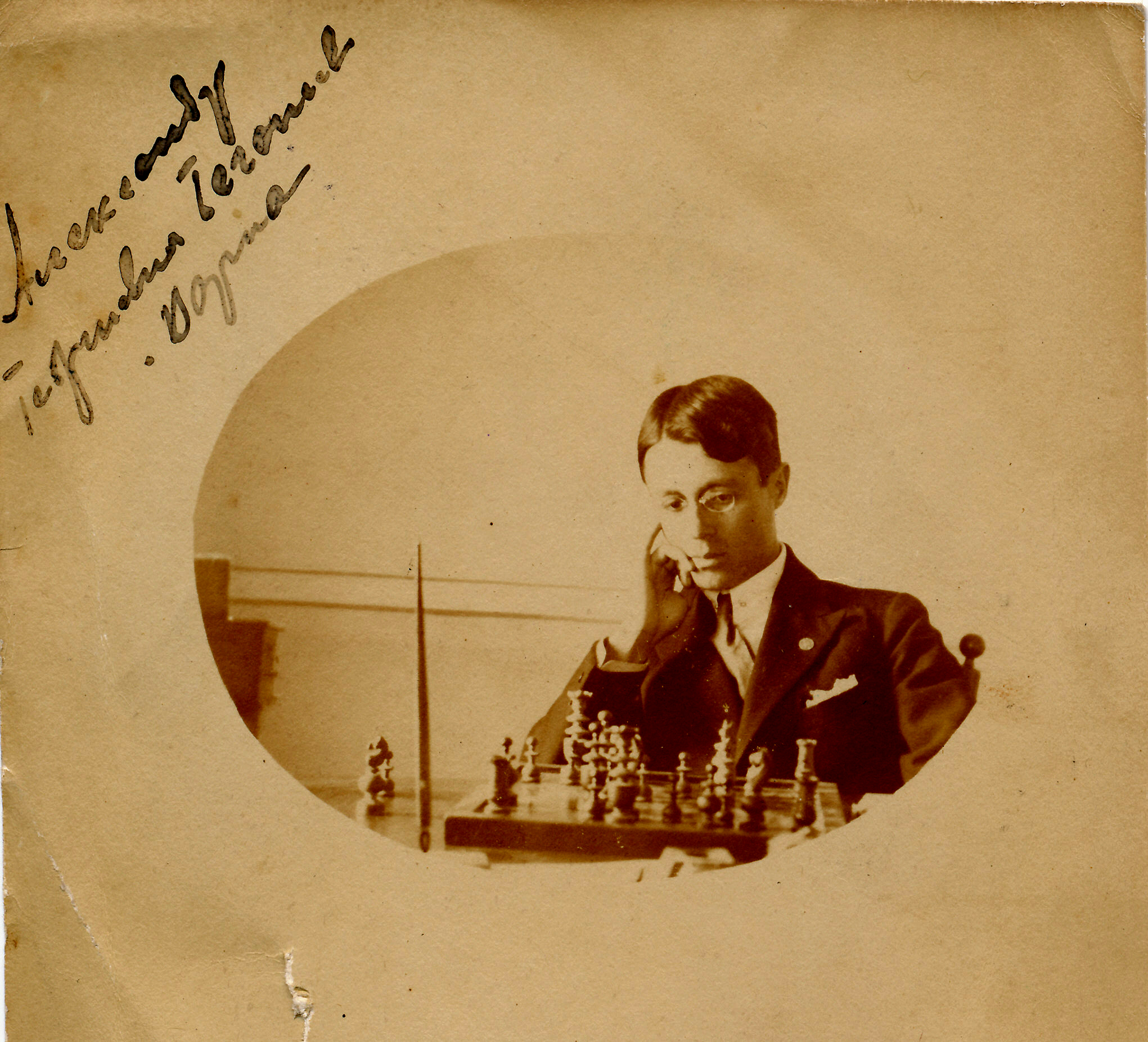
А. Беґажев шахматист

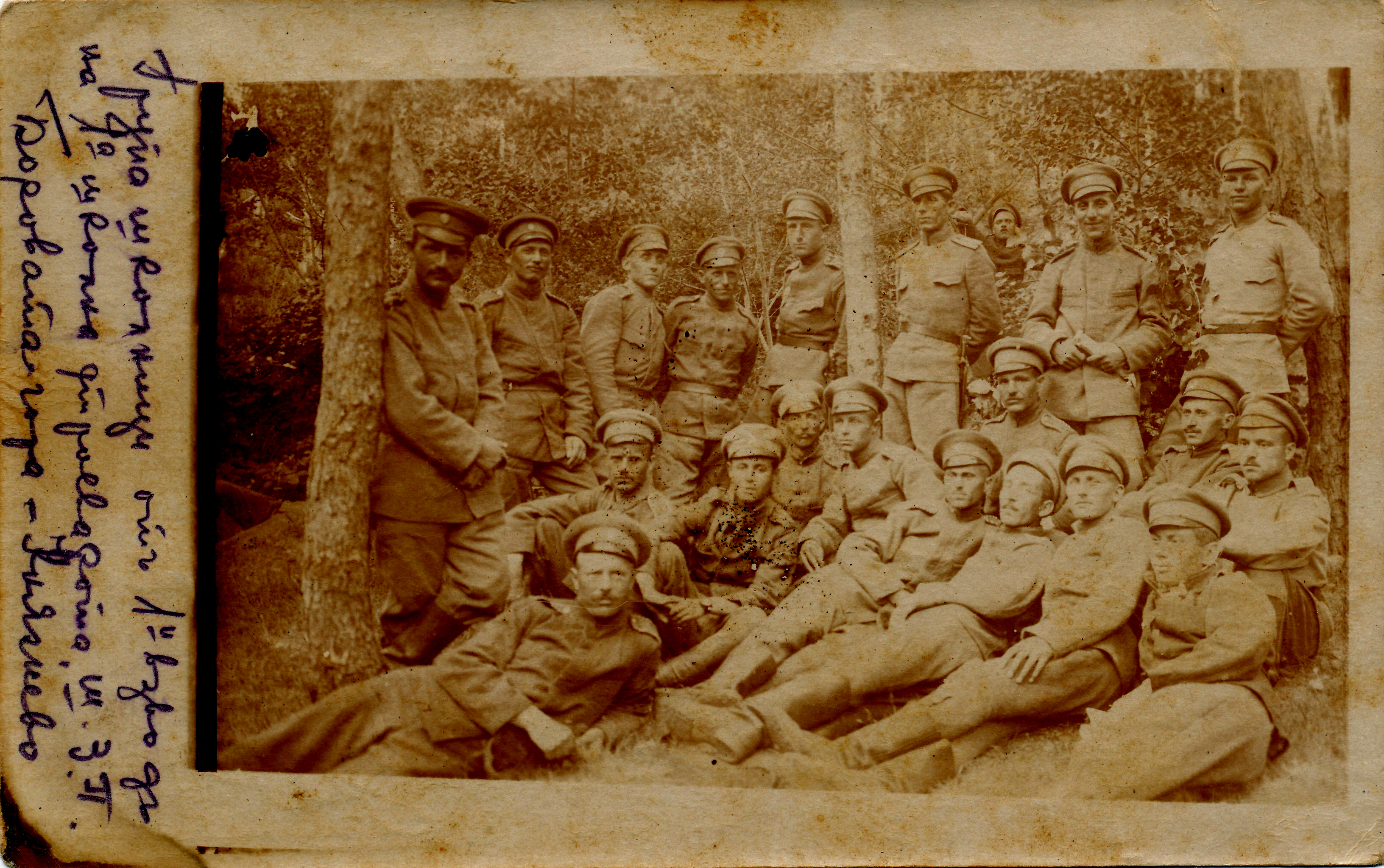
А. Беґажев серед однокласників в Княжево, 1918

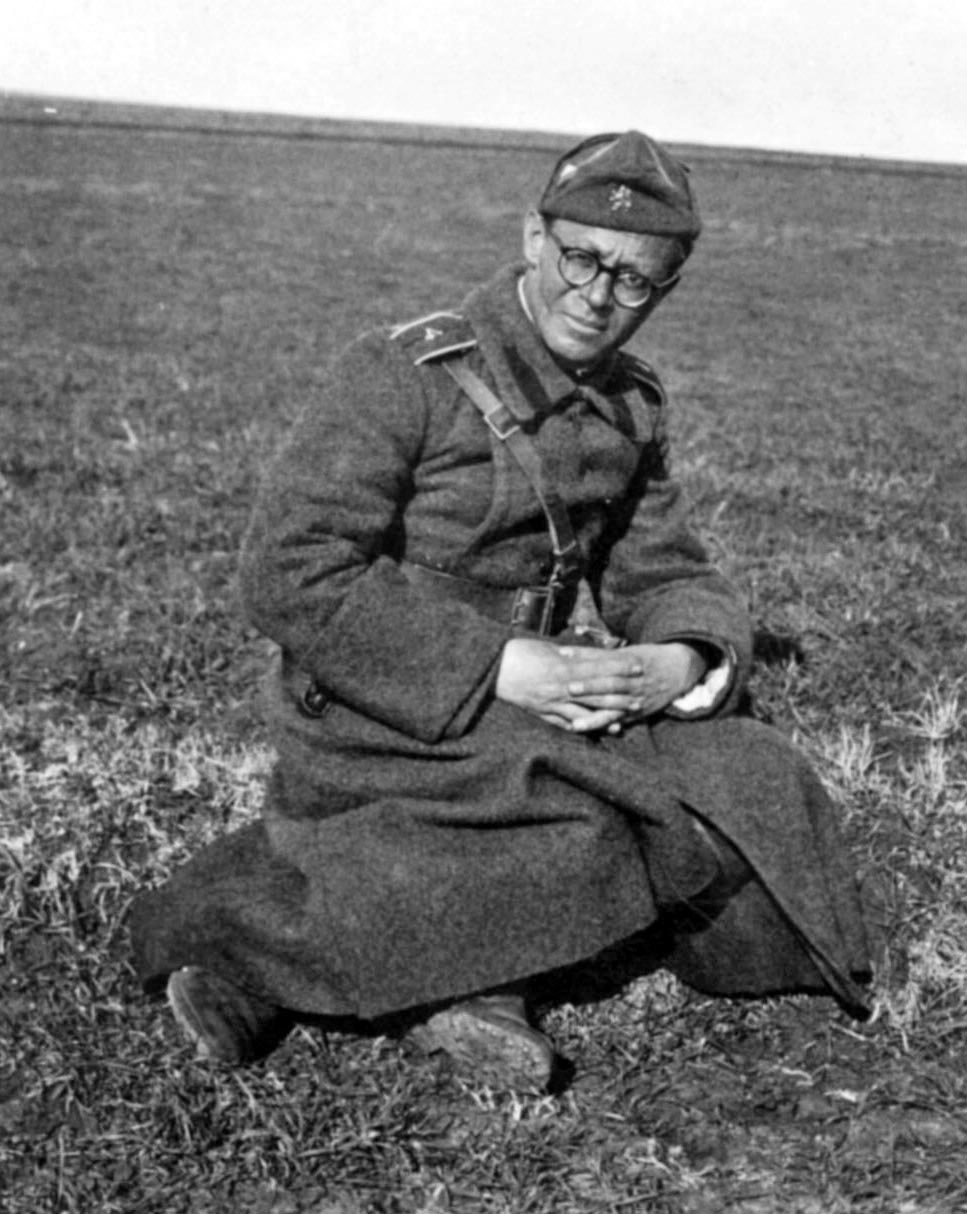
А. Беґажев, 1918

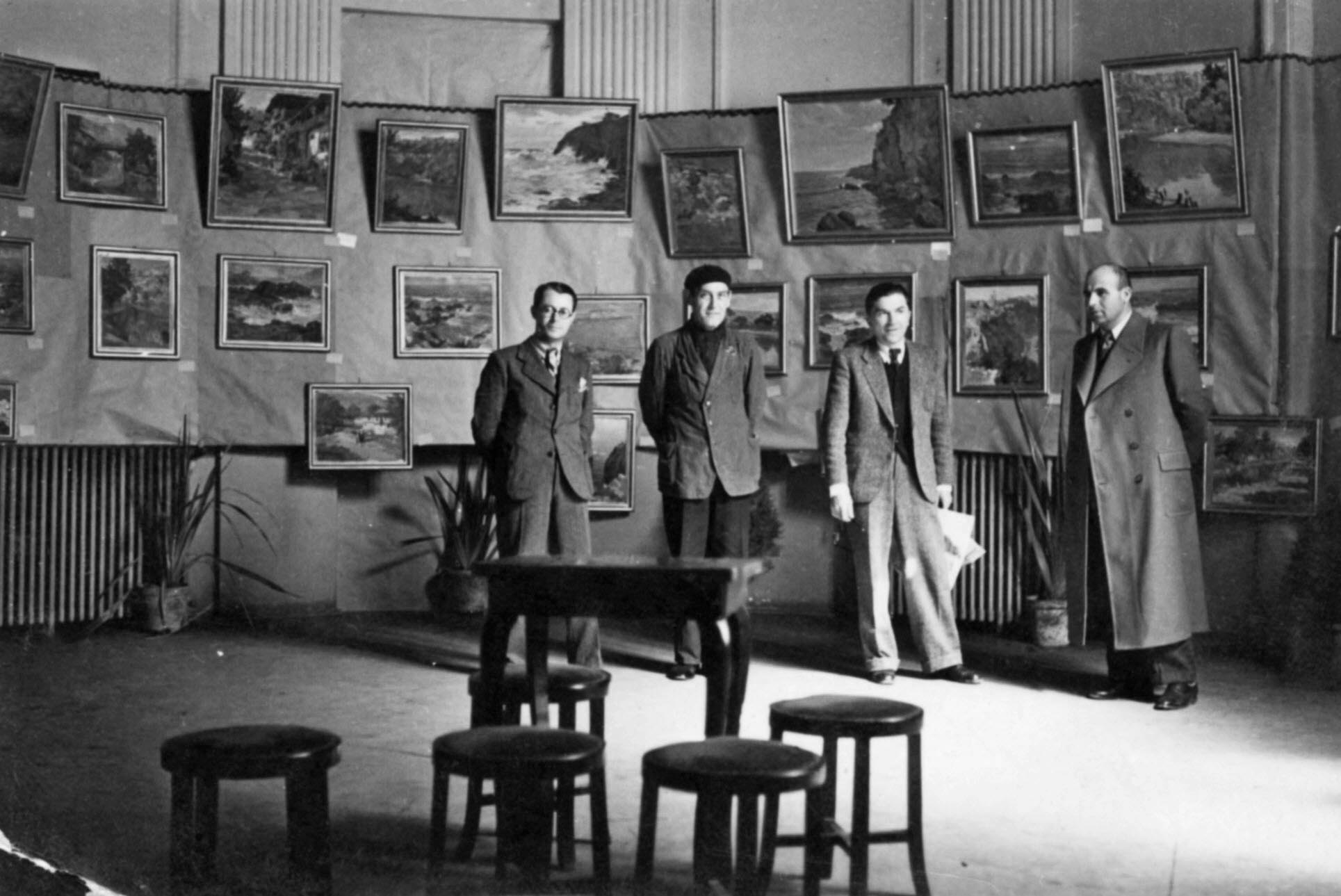
А. Беґажев (третій зліва)

Народився 17 червня 1898 в Горна Джумая. Вивчив стенографію, болгарську філологію та право в Софійському університеті. 
Володів німецькою, французькою, англійською та італійською мовами.
Був одним із засновників першого в Варні (на 22 червня 1922), та другого в країні (після Софії) шахового клубу. У тому ж році брав участь у першому турнірі Софійського шахового клубу.
Працював в газеті «Варненски новини», «Варненска поща» та «Черно море». Був заступником головного редактора та головним редактором «Варненска поща». Писав в жанрі фантастики, зарекомендував себе як театральний критик, займався перекладами Віктора Гюго і Чарльза Діккенса.
Брав участь у створенні газети «Народно дело». Спочатку працював редактором, але пізніше, так як був безпартійним — звільнений з посади . 
1949 заарештований і доставлений в один із відділків міліції в Софії за звинуваченням в шпигунстві. В наступному році відправлений у виправно-трудовий табір в Белене. Додому повернувся в 1953 з вагою 35 кг.
Несподівано йому запропонували стати кореспондентом «L'Humanité Dimanche», але Беґажев категорично відмовляється від цієї пропозиції.